# J. Charles Haydon
J. Charles Haydon, nato James Charles Haydon (Frederick, 27 marzo 1875 – Baltimora, 15 ottobre 1943), è stato un regista, attore e sceneggiatore statunitense del cinema muto.
Haydon debuttò sullo schermo come attore nel 1912 in un film della Edison Company, passando poi a lavorare soprattutto per la Essanay, una casa produttrice di Chicago. Nel 1914, collaborò con Hobart Bosworth di cui fu anche assistente alla regia. Diretto da Bosworth, fu tra gli interpreti di The Sea Wolf dove appare in un piccolo ruolo anche lo scrittore Jack London, autore della storia da cui è tratto il film. Haydon interpretò il ruolo del mago di Oz in una versione del 1914, His Majesty, the Scarecrow of Oz, che si rifaceva ai libri di L. Frank Baum.
Nella sua carriera, Haydon diresse una dozzina di film, ne interpretò cinque, oltre a firmare tre sceneggiature e fare l'assistente alla regia per Bosworth.

## Filmografia

### Regista
- John Barleycorn, co-regia di Hobart Bosworth (1914)
- Light o' Love - cortometraggio (1915)
- Despair (1915)
- The Alster Case (1915)
- The Strange Case of Mary Page (1916)
- The Sting of Victory (1916)
- The Final Fraud (1916)
- The Phantom Buccaneer (1916)
- Satan's Private Door (1917)
- The Night Workers (1917)
- The Yellow Umbrella (1917)
- Hearts of Love (1918)
- Dr. Jekyll and Mr. Hyde (1920)

### Assistente alla regia
- The Valley of the Moon, regia di Hobart Bosworth (1914)

### Attore
- Martin Chuzzlewit, regia di Oscar Apfel e J. Searle Dawley (1912)
- The Sea Wolf, regia di Hobart Bosworth (1913)
- Burning Daylight: The Adventures of 'Burning Daylight' in Alaska, regia di Hobart Bosworth (1914)
- His Majesty, the Scarecrow of Oz, regia di J. Farrell MacDonald (1914)
- The Last Egyptian, regia di J. Farrell MacDonald (1914)

### Sceneggiatore
- Despair, regia di J. Charles Haydon (1915)
- Satan's Private Door, regia di J. Charles Haydon (1917)
- Dr. Jekyll and Mr. Hyde, regia di J. Charles Haydon (1920)